# Honrubia
Honrubia és un municipi de la província de Conca a la comunitat autònoma de Castella la Manxa, situada 78 km de Conca, al costat de l'embassament d'Alarcón. En el cens de 2007 tenia 1696 habitants en un territori de 110,34 km². El codi postal és 16730. Limita al nord amb Castillo de Garcimuñoz, Torrubia del Castillo, Valverde del Júcar i Hontecillas, a l'est amb Buenache de Alarcón i Alarcón, al sud amb Cañada Juncosa i El Cañavate i a l'oest amb Santa María del Campo Rus i Pinarejo.

## Demografia
| 1842 | 1857 | 1860 | 1877 | 1887 |
| ---- | ---- | ---- | ---- | ---- |
| 1861 | 1598 | 1462 | 1597 | 1628 |

| 1897 | 1900 | 1910 | 1920 | 1930 |
| ---- | ---- | ---- | ---- | ---- |
| 1463 | 1510 | 1638 | 1791 | 1881 |

| 1940 | 1950 | 1960 | 1970 | 1981 |
| ---- | ---- | ---- | ---- | ---- |
| 2223 | 2344 | 2318 | 1942 | 1740 |

| 1991 | 1996 | 2001 | 2004 | 2007 |
| ---- | ---- | ---- | ---- | ---- |
| 1599 | 1647 | 1625 | 1650 | 1696 |

## Administració
| Període      | Nom de l'alcalde/-essa    | Partit polític | Data de possessió |
| ------------ | ------------------------- | -------------- | ----------------- |
| 1979 - 1983  |                           |                | 19/04/1979        |
| 1983 - 1987  |                           |                | 28/05/1983        |
| 1987 - 1991  |                           |                | 30/06/1987        |
| 1991 - 1995  |                           |                | 15/06/1991        |
| 1995 - 1999  | Julián Pardo Coso         | PSOE           | 17/06/1995        |
| 1999 - 2003  | Julián Pardo Coso         | PSOE           | 03/07/1999        |
| 2003 - 2007  | Jose Vicente Moya Ovejero | IXC            | 14/06/2003        |
| 2007 - 2011  | Julián Pardo Coso         | PSOE           | 16/06/2007        |
| 2011 - 2015  | n/d                       | n/d            | 11/06/2011        |
| 2015 - 2019  | n/d                       | n/d            | 13/06/2015        |
| 2019 - 2023  | n/d                       | n/d            | 15/06/2019        |
| Des del 2023 | n/d                       | n/d            | 17/06/2023        |